# Edward W. Goss
Edward Wheeler Goss (* 27. April 1893 in Waterbury, Connecticut; † 27. Dezember 1972 in Miami, Florida) war ein US-amerikanischer Politiker. Zwischen 1930 und 1935 vertrat er den Bundesstaat Connecticut im US-Repräsentantenhaus.

## Werdegang
Edward Goss besuchte die öffentlichen Schulen seiner Heimat und danach die Hill School in Pottstown (Pennsylvania). Zwischen September und Dezember 1918 diente er in der Endphase des Ersten Weltkrieges als Soldat in der US-Armee. Zwischen 1912 und 1930 war Goss mit der Herstellung von Messing beschäftigt.
Politisch war Goss Mitglied der Republikanischen Partei. In den Jahren 1924, 1928 und 1932 war er Delegierter zu den Republican National Conventions, auf denen Calvin Coolidge und später Herbert C. Hoover als Präsidentschaftskandidaten der Partei nominiert wurden. Zwischen 1926 und 1928 saß Goss auch im Senat von Connecticut. Nach dem Tod des Kongressabgeordneten James P. Glynn im März 1930 wurde er im fünften Wahlbezirk von Connecticut als dessen Nachfolger in das US-Repräsentantenhaus in Washington, D.C. gewählt. Diese Wahl wurde gleichzeitig als Nachwahl und als reguläre Wahl des Jahres 1930 abgehalten, so dass Goss nicht nur die verbleibende Amtszeit Glynns ab dem 4. November 1930 beenden, sondern gleich im Anschluss am 4. März 1931 eine eigene Legislaturperiode beginnen konnte. Nach einer Bestätigung im Jahr 1932 konnte er bis zum 3. Januar 1935 im Kongress verbleiben. Seine gesamte Zeit im Repräsentantenhaus war von den Ereignissen der Weltwirtschaftskrise überschattet.
Bei den Wahlen des Jahres 1934 unterlag Goss dem Demokraten J. Joseph Smith. Zwischen 1935 und 1939 war Goss mit Forschungsarbeiten und Statistiken in der Bundeshauptstadt Washington beschäftigt. Während des Zweiten Weltkrieges war er in der Reserve der Küstenwache, der er bis 1948 angehörte.  Zwischen 1948 und 1951 arbeitete Goss für die Firma Investors Diversified Services, Inc. in Minneapolis. Er starb im Dezember 1972 in Miami.